# Ivan Santaromita
Pour les articles homonymes, voir Santaromita.
Ivan Santaromita, né le 30 avril 1984 à Varèse, est un coureur cycliste professionnel italien. Il est membre de l'équipe Nippo-Vini Fantini-Europa Ovini. Son palmarès comprend un titre de Champion d'Italie sur route.

## Biographie
Ivan Santaromita est le frère de Mauro-Antonio Santaromita, coureur professionnel de 1986 à 1997. 
Il passe professionnel en 2006 dans l'équipe Quick Step-Innergetic. Il y reste deux saisons, avec pour meilleur résultat une dixième place au Tour de Géorgie en 2007. 
En 2008, il intègre l'équipe italienne Liquigas et remporte ses premières victoires professionnelles lors de la 1reb étape de la Semaine internationale Coppi et Bartali et de la 1re étape du Tour d'Espagne (deux contre-la-montre par équipes). 
Lors de la saison 2010, il gagne le classement général de la Semaine internationale Coppi et Bartali ainsi qu'une étape de l'épreuve. Il termine également sur la seconde marche du podium lors des championnats d'Italie sur route.
Il s'engage pour 2011 avec l'équipe BMC Racing. 
L'année 2012 voit Ivan Santaromita gagné la première étape du Tour du Trentin (contre-la-montre par équipes). 
En 2013, il devient champion d'Italie sur route et s'impose lors de la 3e étape du Tour du Trentin. En fin de saison, il termine 9e du Tour de Lombardie.
La saison suivante, il est recruté par la formation australienne Orica-GreenEDGE et s'adjuge sa première victoire sur le Tour d'Italie en remportant avec ses équipiers le contre-la-montre par équipes disputé lors de la 1re étape. Il ne termine pas ce Giro. Durant l'été, il prend le départ du Tour d'Espagne, qu'il quitte après une semaine avec un doigt cassé. En 2015, il ne dispute aucun grand tour et court trop peu de son point de vue. À l'issue de la saison, il se sépare d'Orica-GreenEDGE, d'un commun accord.

## Palmarès et classements mondiaux

### Palmarès amateur
- 2001
  - Une étape des Tre Ciclistica Bresciana
- 2002
  - 2ea étape du Tour du Pays de Vaud
  - Tre Ciclistica Bresciana :
    - Classement général
    - Une étape
- 2004
  - Trofeo Broglia Marzé Quintino
- 2005
  - Silenen-Amsteg-Bristen
  - Trofeo Broglia Marzé Quintino

### Palmarès professionnel
- 2008
  - 1reb étape de la Semaine internationale Coppi et Bartali (contre-la-montre par équipes)
  - 1re étape du Tour d'Espagne (contre-la-montre par équipes)
- 2009
  - 3e de la Japan Cup
- 2010
  - Semaine internationale Coppi et Bartali :
    - Classement général
    - 1reb étape  (contre-la-montre par équipes)

  - 2e du championnat d'Italie sur route
- 2012
  - 1re étape du Tour du Trentin (contre-la-montre par équipes)
- 2013
  -  Champion d'Italie sur route[4]
  - 3e étape du Tour du Trentin
  - 9e du Tour de Lombardie
- 2014
  - 1re étape du Tour d'Italie (contre-la-montre par équipes)

### Résultats sur les grands tours

#### Tour de France
1 participation
- 2011 : 83e

#### Tour d'Espagne
5 participations
- 2008 : 125e, vainqueur de la 1re étape (contre-la-montre par équipes)
- 2010 : 65e
- 2011 : 117e
- 2013 : 48e
- 2014 : abandon (7e étape)

#### Tour d'Italie
4 participations
- 2012 : 52e
- 2013 : 30e
- 2014 : non-partant (18e étape), vainqueur de la 1re étape (contre-la-montre par équipes)
- 2019 : 102e

### Classements mondiaux
| Année           | 2005 | 2006 | 2007 | 2008 | 2009 | 2010 | 2011 | 2012 | 2013 | 2014 | 2015 |
| --------------- | ---- | ---- | ---- | ---- | ---- | ---- | ---- | ---- | ---- | ---- | ---- |
| UCI World Tour  |      |      |      |      |      |      |      | 237e | 143e | 226e | nc   |
| UCI Europe Tour | 793e |      |      |      |      |      |      |      |      |      |      |